# Daphne Caruana Galizia
Daphne Anne Caruana Galizia (født Vella; 26. august 1964, død 16. oktober 2017) var en maltesisk journalist, skribent og antikorruptionsaktivist, som rapporterede om politiske begivenheder i Malta. I sit arbejde havde hun særligt fokus på undersøgende journalistik og rapporterede om regeringskorruption, nepotisme, økonomisk støtte, beskyldninger om hvidvaskning, forbindelser mellem Maltas onlinegambling-industri og organiseret kriminalitet, Maltas statsborgerskab ved investering-strategi og betalinger fra Aserbajdsjans regering. Caruana Galizias nationale og internationale ry byggede på hendes regelmæssige reportager om svindel og tjenesteforseelser begået af maltesiske politikere og andre politiske aktører.
Caruana Galizia fortsatte med at udgive artikler i flere årtier på trods af trusler, injuriesager og andre søgsmål imod hende. Hun blev arresteret af Maltas politi ved to forskellige lejligheder. Caruana Galizias undersøgelser blev udgivet via hendes personlige blog Running Commentary, som hun opsatte i 2008. Hun var en regelmæssig klummeskriver i The Sunday Times of Malta og senere The Malta Independent. Hendes blog består af undersøgende journalistik og kommentar, hvoraf dele blev anset som personangreb på individer og medførte en række juridiske slagsmål. I 2016 og 2017 udgav hun en kontroversiel afsløring af følsom information og beskyldninger rettet imod en række maltesiske politikere og relateret til Panama-papirerne.
16. oktober 2017 blev Caruana Galizia dræbt tæt på sit hjem, da en bilbombe blev detoneret i hendes bil, hvilket medførte stor lokal og international fordømmelse. I december 2017 blev tre mænd arresteret i forbindelse med bilbomben, og 20. november 2019 blev rigmanden Yorgen Fenech, ejer af det Dubai-baserede firma 17 Black, arresteret i forbindelse med drabet.
I april 2018 udgav et internationalt konsortium på 45 journalister The Daphne Project et forslag om at fuldføre hendes undersøgende arbejde. Den Europa-parlamentariske gruppe GUE/NGL's Award for Journalists, Whistleblowers & Defenders of the Right to Information blev etableret i 2018 til Caruana Galizias ære.